# NGC 1615
NGC 1615 est une galaxie lenticulaire située dans la constellation du Taureau. NGC 1615 a été découverte par l'astronome français Édouard Stephan en 1878.

## Caractéristiques
Sa vitesse par rapport au fond diffus cosmologique est de 3 260 ± 15 km/s, ce qui correspond à une distance de Hubble de 48,1 ± 3,4 Mpc (∼157 millions d'al).